# Regio decreto 7 agosto 1936, n. 1720
Il Regio Decreto 7 agosto 1936, n. 1720 è una legge del Regno d'Italia promulgata durante la XXIX legislatura del Regno d'Italia nel governo Mussolini. 

## Contenuto
La legge composta da un unico articolo espone due tabelle:
- Nella tabella A è presente un elenco di 70 categorie di lavori che sono vietati a fanciulli e donne minorenni, elenco che si può estendere a tutti quei lavori che secondo l'ispettore corporativo vengono svolti in luoghi di lavoro pregiudizievoli alla salute e alla integrità fisica di fanciulli e donne minorenni.

- Nella tabella B è presente un elenco di 24 categorie di mansioni che i fanciulli e le donne minorenni possono svolgere, ma con un insieme di atti volti alla prevenzione per tutelare la salute e l'integrità fisica degli stessi, indicate dall'ispettore corporativo.[1]